# 多富洞の戦い (1950年9月)
多富洞の戦い（日本語：タブドンのたたかい、たふどうのたたかい、英語：Battle of Tabu-dong、韓国語：多富洞戰鬪、다부동 전투）は、朝鮮戦争中の1950年9月に起きたアメリカ陸軍（以下アメリカ軍）及び朝鮮人民軍（以下人民軍）による戦闘。

## 経緯
1950年8月末、アメリカ軍第1騎兵師団は韓国軍第1師団（師団長：白善燁准将）から防御を引き継いだ。西から第5騎兵連隊、第7騎兵連隊、第8騎兵連隊を配備した。
第1騎兵師団は3個連隊編成であったが、朝鮮に到着したとき、各連隊は1個大隊を欠いていた。8月26日に3個大隊が編入されて各連隊は3個大隊の完全編成となった。さらに3個の砲兵中隊も増強され、師団の戦力は1.5倍に強化された。
人民軍は7月21日から開始した第4次作戦の充分な成果を得ることができないまま、8月20日に同作戦を終了し、第5次作戦と称する新たな作戦の準備を行った。第5次作戦は、玄風（현풍）から倭館（왜관）に到る洛東江東岸を牽制すると同時に、2つの基本打撃集団をもって西と北から攻撃し、大邱、永川区域で国連軍を包囲殲滅するというものであった。第1騎兵師団の担当正面では、人民軍第2軍団の第1師団、第3師団、第13師団、第17機甲旅団から成る第3攻撃集団が多富洞 – 孝令（효령）正面を突破して大邱を占領する計画であった。

## 部隊

### 国連軍
- 第8軍 司令官：ウォルトン・ウォーカー中将
  - 第1騎兵師団 師団長：ホバート・ゲイ（英語版）少将
    - 第5騎兵連隊 連隊長：マークル・B・クロムベス大佐
    - 第7騎兵連隊 連隊長：セシル・ニスト大佐
    - 第8騎兵連隊 連隊長：レイモンド・D・パルマー大佐

### 人民軍
- 第2軍団 軍団長：武亭中将
  - 第1師団 師団長：崔光少将
  - 第3師団 師団長：李永鎬少将
  - 第13師団 師団長：崔勇進少将
  - 第17機甲旅団

## 戦闘

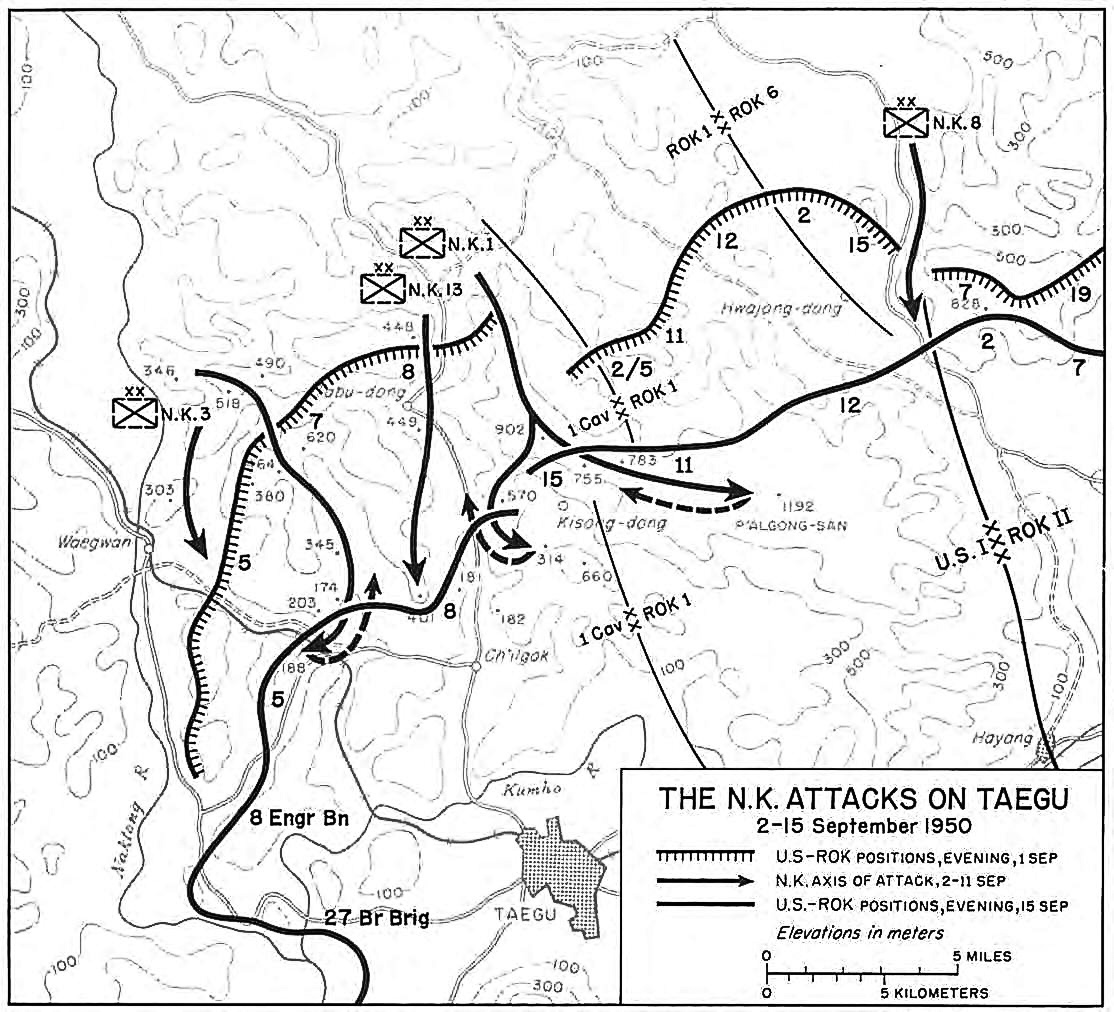
人民軍の攻勢

第1騎兵師団は、霊山（영산）を守備するアメリカ軍第2師団の圧力を軽減するため2日から攻撃を開始した。午前11時、中央の第7騎兵連隊が水岩山（수암산）に対する攻撃を開始した。暫くすると第13師団第19連隊作戦主任の金成俊少佐が第8騎兵連隊に投降し、同日夕方に総攻撃が開始されるという情報をもたらした。
同日夜、人民軍は攻撃を開始した。第3師団の一部は第5騎兵連隊第2大隊を撃破して303高地を占領し、主力は第7騎兵連隊の左側背にあたる464高地を占領した。第13師団は第8騎兵連隊第2大隊を撃破して448高地を占領した。第1師団は韓国軍第11連隊第2大隊（大隊長：車甲俊少領）が配備されている558高地の西側を迂回し、架山（가산）山城を防御中の第8騎兵連隊捜索小隊と漆谷警察隊を撃退して、翌日、多富洞に進出した。
第1騎兵師団は各連隊に逆襲を命じたが、人民軍の頑強な抵抗と後方への浸透のために逆襲は進展せず、反対に部隊が各地で孤立した。混戦状態が続き第1騎兵師団の逆襲は失敗した。第1騎兵師団は多富洞一帯の主抵抗線を支えることは困難と判断し、9月5日夜、土砂降りの中で後退を開始した。第1騎兵師団は多富洞後方8キロの東明付近で人民軍を阻止した。第1騎兵師団は、左翼の琴湖河口一帯に第8工兵大隊、中央の188高地 – 174高地に第5騎兵連隊、右翼の180高地一帯に第8騎兵連隊を配置し、第7騎兵連隊を師団予備とした。
9月11日、大邱北方12キロの地点にある314高地に1個大隊規模の人民軍が浸透してきたため、大邱の危機は最高潮に達した。9月12日、第7騎兵連隊第3大隊が314高地を奪取し、大邱北方の戦況は若干安定した。
第8軍は、9月8日から開始された第8騎兵連隊による570高地 – 架山山城に対する逆襲が失敗していたため、韓国軍第2軍団（軍団長：劉載興准将）に対して、第1師団に架山山城を攻撃するよう要求した。このため韓国軍第11連隊第1大隊（大隊長：金沼大尉）は、9月13日に756高地を奪取して、翌日には山城城壁の一部を占領した。一方、第8騎兵連隊第3大隊も14日に570高地を奪還した。
9月15日、仁川上陸作戦が開始され、第8軍も翌16日に反撃を開始した。しかし土砂降りのため航空機や砲兵の支援は思うように受けられず、攻撃は進展しなかった。この日、突破の主攻となる第1騎兵師団は、同師団に配属された第5連隊戦闘団をもって錦舞峰（금무봉）と倭館を、第5騎兵連隊をもって203高地 – 147高地 – 357高地を、第8騎兵連隊をもって多富洞を目標に攻撃させたが進展せず、むしろ現防御陣地を維持するのに精一杯であった。
9月17日、第1騎兵師団は予備の第7騎兵連隊を第5騎兵連隊地域に投入し、翌18日にはB-29爆撃機42機が倭館を爆撃したが進展はなかった。9月18日、右隣接部の韓国軍第1師団第12連隊（連隊長：金點坤中領）が進出して、架山山城 – 多富洞 – 558高地一帯に配置された人民軍の退路を遮断した。この日から第5連隊戦闘団の攻撃が進展し、倭館を奪還し、20日には錦舞峰 – 303高地 – 328高地を奪取した。
しかし第8騎兵連隊の攻撃は進展せず、人民軍の抵抗によって、一度に戦車7両を撃破されるほどの苦戦を強いられた。そこでゲイ師団長は第7騎兵連隊に倭館 – 多富洞（997号線）沿いに突進するように命じた。しかし第7騎兵連隊は20日夕、303高地西側から迂回して道開洞に進出したものの、同地で進撃を中止して露営してしまった。これに激怒したゲイ師団長は連隊長を更迭し、同連隊の直協砲兵大隊長であったハリス中佐を連隊長に任命した。第7騎兵連隊は翌21日に997号線を突進して多富洞に進出した後、南下して三鶴洞（삼학동）で第8騎兵連隊と提携した。
多富洞一帯の人民軍を殲滅した第1騎兵師団は、第7騎兵連隊を基幹に777支隊を編成して追撃に備えた。9月21日朝、人民軍第13師団参謀長の李学九総佐が第8騎兵連隊に投降した。翌22日、多富洞北方で掃討中の韓国軍第1師団と提携した。同日、第8軍は洛東江全域で戦況が有利に展開していると判断し、作戦命令A101号によって各部隊に追撃を開始させた。